# آبچلیک تیزدم
آبچلیک تیزدم (نام علمی: Calidris acuminata) نام یک گونه از سرده تلیله است.